# Municipio de Carthage (Illinois)
El municipio de Carthage (en inglés: Carthage Township) es un municipio ubicado en el condado de Hancock en el estado estadounidense de Illinois. En el año 2010 tenía una población de 3052 habitantes y una densidad poblacional de 29,24 personas por km².

## Geografía
El municipio de Carthage se encuentra ubicado en las coordenadas 40°24′49″N 91°5′18″O / 40.41361, -91.08833. Según la Oficina del Censo de los Estados Unidos, el municipio tiene una superficie total de 104.36 km², de la cual 104,15 km² corresponden a tierra firme y (0,2 %) 0,21 km² es agua.

## Demografía
Según el censo de 2010, había 3052 personas residiendo en el municipio de Carthage. La densidad de población era de 29,24 hab./km². De los 3052 habitantes, el municipio de Carthage estaba compuesto por el 97,44 % blancos, el 0,26 % eran afroamericanos, el 0,26 % eran amerindios, el 0,39 % eran asiáticos, el 0,43 % eran de otras razas y el 1,21 % eran de una mezcla de razas. Del total de la población el 1,77 % eran hispanos o latinos de cualquier raza.